# Svalstjärtad biätare
Svalstjärtad biätare (Merops hirundineus) är en fågel i familjen biätare inom ordningen praktfåglar.

## Utseende och läte
Svalstjärtad biätare är en mycket vacker medelstor biätare med djupt kluven blå stjärt. Ungfågeln har mattare färger, men stjärtformen är distinkt. Lätet är ett dämpat "chirrup" som ibland ges i kör av ett par eller en liten grupp.

## Utbredning och systematik
Svalstjärtad biätare delas in i fyra underarter med följande utbredning:
- Merops hirundineus chrysolaimus – Senegal till södra Tchad och nordvästra Centralafrikanska republiken
- Merops hirundineus heuglini – södra Sudan och angränsande Etiopien, Uganda och Demokratiska republiken Kongo
- Merops hirundineus furcatus – södra Demokratiska republiken Kongo till Zambia, södra Zimbabwe, Moçambique och Tanzania
- Merops hirundineus hirundineus – Angola och Namibia till Zimbabwe och södra Sydafrika

## Levnadssätt
Svalstjärtad biätare hittas i en rad olika miljöer, från buskartad halvöken till savann och skogsbryn. Den ses sitta i det öppna, varifrån den gör utfall i luften för att fånga insekter.

## Status och hot
Arten har ett stort utbredningsområde och en stor population med stabil utveckling och tros inte vara utsatt för något substantiellt hot. Utifrån dessa kriterier kategoriserar internationella naturvårdsunionen IUCN arten som livskraftig (LC). Världspopulationen har inte uppskattats men den beskrivs som vida spridd men lokalt förekommande och generellt ovanlig.